# Augennachtschwalbe
Die Augennachtschwalbe (Nyctiphrynus ocellatus, Syn.: Caprimulgus ocellatus) ist eine Vogelart aus der Familie der Nachtschwalben. (Caprimulgidae).
Früher wurde die Art als konspezifisch mit der Chocónachtschwalbe angesehen, unterscheidet sich aber hauptsächlich durch ihren Ruf.
Sie kommt in Argentinien, Bolivien, Brasilien, Costa Rica, Ecuador, Honduras, Kolumbien, Nicaragua, Paraguay und Peru vor.
Ihr Verbreitungsgebiet umfasst subtropischen oder tropischen feuchten Tief- und Bergwald.
Die Art besiedelt gerne auch jungen Sekundärwald.

## Beschreibung
Die sehr dunkel gefärbte Augennachtschwalbe ist 20–21 cm groß, das Männchen wiegt zwischen 35 und 43 g, das Weibchen zwischen 29 und 44 g, die Geschlechter unterscheiden sich kaum. Die Oberseite und die Flügeldecken sind nahezu gleichförmig dunkel graubraun ohne Nackenband. Die Augennachtschwalbe hat ein schmales weißes Kehlband und gelbbraun oder rotbraun begrenzte Flecken auf Schulterfedern und Flügeldecken mit zwei weißen Punkten. Auf der Unterseite finden sich schmale weiße Punkte. Im Fluge werden schmale weiße Spitzen der äußeren Steuerfedern sichtbar.

## Stimme
Der Ruf des Männchens wird als wiederholtes trillerndes preeeo oder prEEoo beschrieben, vom Grund oder von einem niedrigen Ansitz aus gerufen.

## Geografische Variation
Es werden folgende Unterarten anerkannt:
- N. o. lautus Miller, W & Griscom, 1925[5] – Osten Honduras’, Nordosten Nicaraguas und Nordwesten Costa Ricas, auch in der Kanalzone in Panama
- N. o. ocellatus (Tschudi, 1844)[6], Nominatform – Kolumbien, Nordosten Ecuadors und Osten Perus bis Brasilien und südlich über Bolivien und Paraguay bis in den Nordosten Argentiniens

Nyctiphrynus ocellatus bergeni Niethammer, 1953 und  Nyctiphrynus ocellatus brunnescens Griscom & Greenway, 1937 gelten heute als Synonyme zur Nominatform.

## Lebensweise
Die Nahrung besteht aus Nachtfaltern, Küchenschaben, Laubheuschrecken, Leuchtkäfern und anderen Käfern. Die Augenachtschwalbe ist nachtaktiv.
Sie ruht oft auf dem Boden auf Waldwegen, die Beute wird mit kurzem Auffliegen gefangen.
Die Brutzeit liegt in Costa Rica und Nicaragua zwischen März und April, in Ecuador im Dezember und in Peru zwischen September und November.

## Etymologie und Forschungsgeschichte
Die Erstbeschreibung der Augennachtschwalbe erfolgte 1844 durch Johann Jakob von Tschudi unter dem wissenschaftlichen Namen Caprimulgus ocellatus. Als Verbreitungsgebiet gab er Peru an. 1857 führte Charles Lucien Jules Laurent Bonaparte mit die für die Wissenschaft neue Gattung Nyctiphrynus ein. Dieser Name leitet sich von »nykti-, nyx, nyktos νυκτι-, νυξ , νυκτος« für »Nacht« und »phrynē, phrynēs φρυνη, φρυνης« für »Kröte« ab. Der Artname ocellatus hat seinen Ursprung in ocellatus, ocellus, oculus ‚gepunktet, mit Ösen markiert, Öse, Auge‘. Lautus stammt von lautus, lavare ‚elegant, ordentlich, prächtig, waschen‘ ab. Bergeni ist Jonny von Bergen (1906–1982) gewidmet. Brunnescens leitet sich von brunnescens, brunnescentis,  brunneus, brunius ‚etwas braun, bräunlich braun‘ ab. Alfred Laubmann hatte für sein Werk Die Vögel von Paraguay keinen Balg zur Verfügung. In der Literatur betrachtete er nur Puerto Bertoni und dem Rio Iguaçu im Departamento Alto Paraná durch Arnaldo de Winkelried Bertoni als Nachweise für Paraguay.

## Gefährdungssituation
Die Augennachtschwalbe gilt als „nicht gefährdet“ (least concern).